# Buri (Africa)
Bur derivă din cuvântul "boer" (/ bʊər /) care înseamnă "fermier" în limba neerlandeză și limba afrikaans. În contextul sud-african, termenul "buri" (afrikaans: boere) se referă la descendenții coloniștilor afrikaneri ai frontierei estice a coloniei Capului din sudul Africii în secolul al XVIII-lea și mare parte a secolului al XIX-lea. Din 1652 până în 1795, Compania Olandeză a Indiilor de Est a controlat această zonă, dar Regatul Unit a încorporat-o în Imperiul Britanic în 1806.
De asemenea, folosirea cea mai frecventă a termenului "buri" se referă la acei fermieri afrikaneri la frontiera coloniei Capului și descendenții lor care au părăsit colonia în timpul secolului al XIX-lea, migrându-se spre nord-estul țării pentru a se stabili în noile state afrikanere, cunoscute ca Republicile Burilor: Statul Liber Orange, Republica Sud-Africană (Transvaal) și Republica Natalia. Ei au emigrat din colonia Capului în primul rând pentru a scăpa de stăpânirea britanică și pentru a se îndepărta de războaiele de frontieră frecvente dintre guvernul imperial britanic și poporul xhosa de la frontiera de est.
Termenul "afrikaner" este folosit în Africa de Sud pentru populația albă vorbitoare de limba afrikaans (care constituie cea mai mare parte a sud-africanilor albi), inclusiv descendenții burilor. Prin urmare, se recomandă folosirea termenului afrikaner când se face referire la grupul etnic, termenul bur referindu-se doar la o parte a comunității afrikanere, sau fiind considerat un termen derogatoriu.

## Istorie

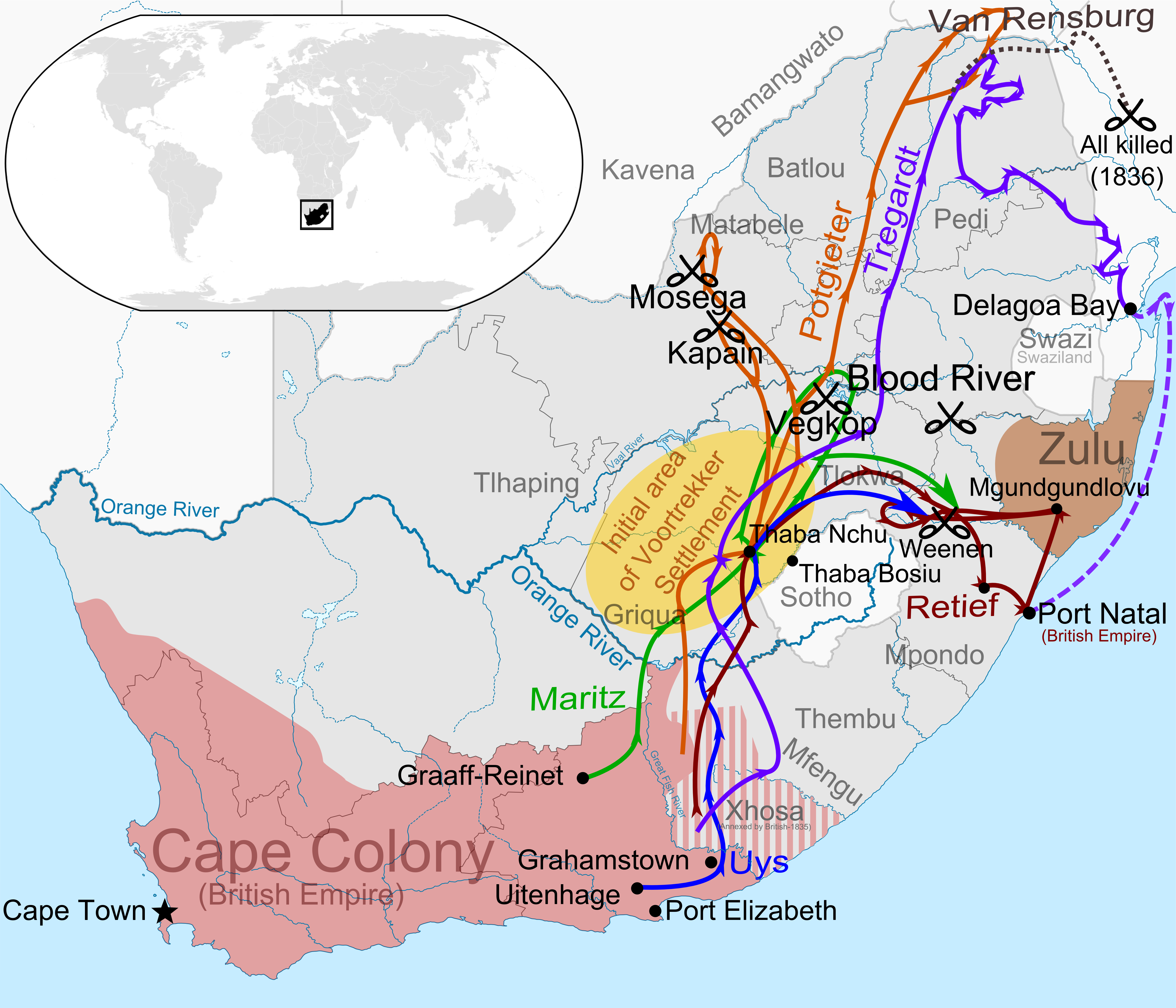
Marea migrație a afrikanerilor din colonia Capului.

După anexarea Coloniei Cap coroanei britanice, mai mulți afrikaneri au părăsit colonia și s-au retras spre nord și nord-est unde au întemeiat Republica Natalia, Republica Sud-Africană (Transvaal) și Statul Liber Orange. Acești afrikaneri care au părăsit colonia Capului au fost denumiți "buri", și prin urmare statele întemeiate în secolul XIX de către ei sunt denumite "republicile burilor". În timp ce regiunea Natal a fost ocupată după scurt timp de către britanici, devenind prin urmare o colonie britanică, celelalte două republici bure își pierd de asemenea independența între anii 1899–1902 după cele două războaie cu britanicii. O parte din populația bură a fost internată în lagăre de concentrare, pentru prima oară în istorie fiind folosit termenul de „lagăr de concentrare” (in engleză, "concentration camps"). O parte din populația bură se refugiază spre nord-vest prin Botswana și Namibia până în Angola. Burii au fost în mare parte agricultori și crescători de vite, fiind de religie calvinistă. 
După înfrângerea republicilor bure în al doilea război al burilor și formarea Uniunii Africii de Sud, burii s-au reintegrat cu restul comunității afrikanere din coloniile britanice. Prin urmare, definiția termenului bur s-a schimbat fie într-un termen care se referă la afrikanerii care locuiesc spre nord-estul țării (în mod principal, fermierii afrikaneri), fie într-un termen derogatoriu care se referă la întreaga comunitate afrikaner.